# Pseudepipona ionia
Pseudepipona ionia är en stekelart som först beskrevs av Henri Saussure 1856.  Pseudepipona ionia ingår i släktet Pseudepipona och familjen Eumenidae. Utöver nominatformen finns också underarten P. i. clausa.